# Isopterygium antsihanakense
Isopterygium antsihanakense là một loài Rêu trong họ Hypnaceae. Loài này được Cardot mô tả khoa học đầu tiên năm 1915.

## Miêu tả
Isopterygium antsihanakense (còn gọi là Antsihanaka Isopterygium) là một loại rêu nhỏ, màu xanh vàng, có thân ngắn, mọc thẳng và có một vài nhánh.
Hoa của loài này nở thành bông nhỏ, màu trắng, hình ngôi sao. Hạt nhỏ, tròn và có màu đen. Cây con nhỏ, màu xanh nhạt, có lá hình ngôi sao.

## Phân bổ
Nó có nguồn gốc từ Ấn Độ, Nepal và Bhutan. Có thể tìm thấy loài cây này ở những nơi ẩm ướt, râm mát trong rừng và đồng cỏ như Bắc Mỹ, Châu Âu và Châu Á.

## Công dụng và lợi ích
Isopterygium antsihanakense có thể được sử dụng làm cây trang trí trong vườn hoặc dùng làm thảm thực vật che phủ mặt đất ở những khu vực có ít người qua lại.